# Oligoaeschna martini
Oligoaeschna martini är en trollsländeart som först beskrevs av Harry Hyde Laidlaw, Jr. 1921.  Oligoaeschna martini ingår i släktet Oligoaeschna och familjen mosaiktrollsländor. IUCN kategoriserar arten globalt som otillräckligt studerad. Inga underarter finns listade i Catalogue of Life.